# 加藤有治
加藤 有治（かとう ゆうじ、1966年（昭和41年）2月15日 -）は、日本の投資家。イースト・インベストメント・キャピタルGP株式会社パートナー。元海外需要開拓支援機構（クールジャパン機構）専務取締役COO兼CIO。元ペルミラ・アドバイザーズ株式会社代表取締役。

## 経歴
1966年島根県松江市生まれ、岐阜県育ち。1988年京都大学理学部物理学科卒業、1990年京都大学経済学部卒業。1990年郵政省（(現：総務省）入省、大臣官房企画課係長等を経て、OECD（経済協力開発機構、パリ）に出向。1998年米国イェール大学経営大学院修了（フルブライトスカラー）。1998年以降、モルガン・スタンレー証券投資銀行部、メリルリンチ証券投資銀行部（ロンドン）を経て、GEヘルスケア事業開発アジア責任者、直近はペルミラ・アドバイザーズ日本法人社長を務める。2014年、独立系投資会社であるイースト・インベストメント・キャピタル株式会社 (EIC) 代表取締役就任。2018年官民ファンドの海外需要開拓支援機構（クールジャパン機構）専務取締役COO兼CIO就任。

## 著書
- 日本買い 外資系M&Aの真実（日本経済新聞出版社2016年10月）ISBN 978-4532321093